# Luigi Cherubini
Maria Luigi Carlo Zenobio Salvatore Cherubini (født 14. september 1760, død 15. marts 1842) var en italiensk komponist.
Han skrev også 11 messer, 2 rekvier og 6 strygekvartetter.